# Alum Rock, Kalifornija
Alum Rock je naseljeno područje za statističke svrhe u američkoj saveznoj državi Kalifornija. Prema popisu stanovništva iz 2010. u njemu je živjelo 15,536 stanovnika.